# Жаберка
Жаберка — река в Тверской области России, правый приток Западной Двины. Длина реки составляет 10 км (речной системы — около 25 км).

## География
Протекает по территории Андреапольского муниципального района.
Жаберка образуется слиянием рек Русановки и Мошницы в 4 км к северо-западу от деревни Жаберо. Течёт в восточном, юго-восточном и северо-восточном направлениях; в целом на восток. Впадает в Западную Двину справа на высоте приблизительно 219 метров над уровнем моря.
Ранее река Русановка считалась верхним течением Жаберки.

## Населённые пункты
На берегу Жаберки расположена деревня Жаберо.
Ранее на берегу реки также располагалась деревня Верховье.